# Vidisha

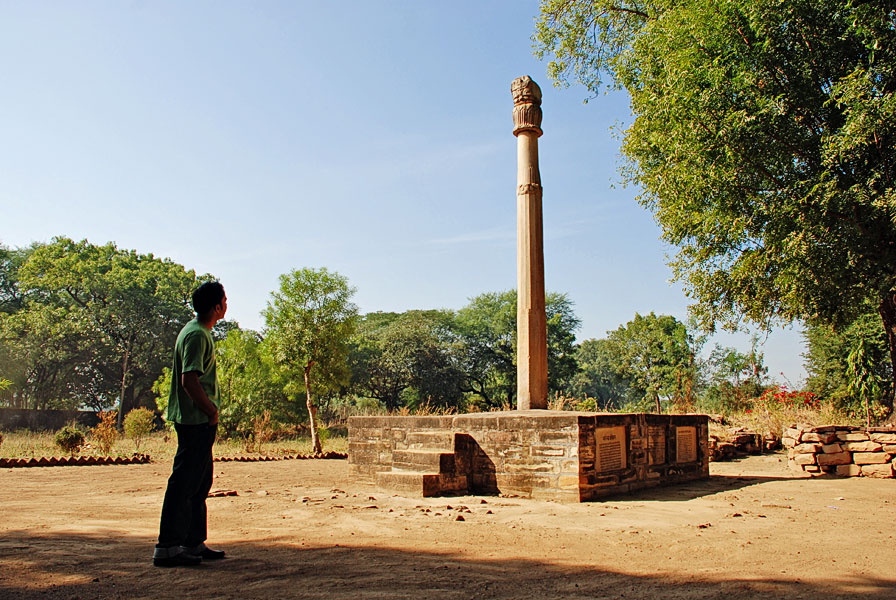
Heliodoros kolonn i Vidisha.

Vidisha är en stad i den indiska delstaten Madhya Pradesh och är centralort i ett distrikt med samma namn. Folkmängden uppgick till 155 951 invånare vid folkräkningen 2011.
Under den brittiska tiden kallades staden Bhilsa (sanskrit för Vidisha), i vad som var vasallstaten Gwalior, på högra stranden av floden Betwa. Tobak odlas i området och man finner här även ruiner av buddhistiska minnesvårdar. Under 100-talet var staden huvudstad för Malwariket.